# Pont en pierre sur la Burovačka reka à Burovac
Le pont en pierre sur la Burovačka reka à Burovac (en serbe cyrillique : Камени мост на Буровачкој реци у Буровцу ; en serbe latin : Kameni most na Burovačkoj reci u Burovcu) est situé à Burovac, dans la municipalité de Petrovac na Mlavi et dans le district de Braničevo, en Serbie. Il est inscrit sur la liste des monuments culturels protégés de la république de Serbie (identifiant no SK 832).